# Нгуен Те Конг
Жуа́нь Цзию́нь (кит. трад. 阮濟雲, упр. 阮济云, пиньинь Ruǎn Jìyún), более известный в России под вьетнамским именем Нгуен Те Конг (вьет. Nguyễn Tế Công , 1873—1959) — вьетнамский мастер боевых искусств китайского происхождения.

## Биография
Жуань Цзиюнь родился в 1873 году в посёлке Фошань уезда Наньхай провинции Гуандун империи Цин. Обучался у известного мастера Вин Чуна аптекаря Лян Цзаня, по другой версии ещё и у мастеров Хо Баоцюаня и Фэн Шаоцина.
В 1936 году по приглашению Ассоциации китайских эмигрантов во Вьетнаме в возрасте 59 лет приехал в Ханой, где сменил имя на «Нгуен Те Конг». Первыми учениками мастера во Вьетнаме были этнические китайцы. Позднее Нгуен Те Конг, известный также под именем Юань Чайвань, стал обучать вьетнамцев из аристократических семейств и среднего сословия.
В 1954 году Нгуен Те Конг переехал со своей семьёй на юг Вьетнама, в Сайгон. Там он поселился в китайском квартале — Чо Лон и открыл магазин лекарственных трав. Как и многие знаменитые мастера Вин Чунь цюань до него, Нгуен Те Конг был хорошим костоправом, имел обширные познания в медицине и физиологии. Великий мастер Вин Чун цюань, патриарх стиля во Вьетнаме, ушёл из жизни 23 июня 1959 года в возрасте 86 лет.

## Стиль и методика преподавания
Нгуен Те Конг всегда преподавал в закрытом помещении, без посторонних, с каждым учеником занимаясь индивидуально. Мастер строго следовал семейным традициям и не разрешал ученикам распространять информацию о Вин Чун Куен.
Свой стиль Нгуен Те Конг не всегда называл Вин Чунь Кхюэнь (Винь Суан Куен), часто употребляя другое название — Тхеу Лам Фат Сон, то есть «Шаолинь города Фошань», а на юге Вьетнама Школу называют Вин Чун Куен Пай.